# Under the Bamboo Tree
Under the Bamboo Tree ist ein Popsong, den Bob Cole (Musik) und die Brüder James Weldon Johnson und J. Rosamond Johnson (Text) verfassten und 1902 veröffentlichten. Die Tin Pan Alley Nummer wurde zum größten Hiterfolg des Songwriter-Trios.

## Hintergrund
Bob Cole und die Johnson-Brüder schrieben den Song für die Broadway-Musikshow Sally In Our Alley, in der ihn Marie Cahill vorstellte. Das Lied Under the Bamboo Tree war eine der Nummern, mit denen der afroamerikanische Entertainer und Sänger Bob Cole (1861–1911) in Vaudeville-Theatern auftrat, auch vor weißen Publikum.
Die Musik ist stark vom Ragtime beeinflusst und kehrte sich damit vom damals populären Coon Song ab; die Hauptmelodie adaptierte man von dem bekannten Spiritual Nobody Knows the Trouble I’ve Seen. Der Liedtext greift auf der Welle der in den USA vorherrschenden Afrika-Begeisterung den damals populären Jungle-Stil auf:
| Down in the jungles lived a maid, Of royal blood though dusky shade, A marked impression once she made, Upon a Zulu from Matabooloo; | And ev'ry morning he would be Down underneath the bamboo tree, Awaiting there his love to see And then to her he'd sing... |

In seinem Versuch einer Common culture, das in der damaligen populären Kultur vorherrschende Stereotyp der Afroamerikaner zu überwinden, schrieben die Johnsons mit Under the Bamboo Tree eine Art „leichter Musik“, abgeleitet von afroamerikanischen Originalen, womit man sich größere Anerkennung als „Form von Kunst“ erhoffte.
T. S. Eliot adaptierte Teile des Lieds in seinem Gedicht Fragment of an Agon, Teil eines unvollendeten Jazz-Stücks.

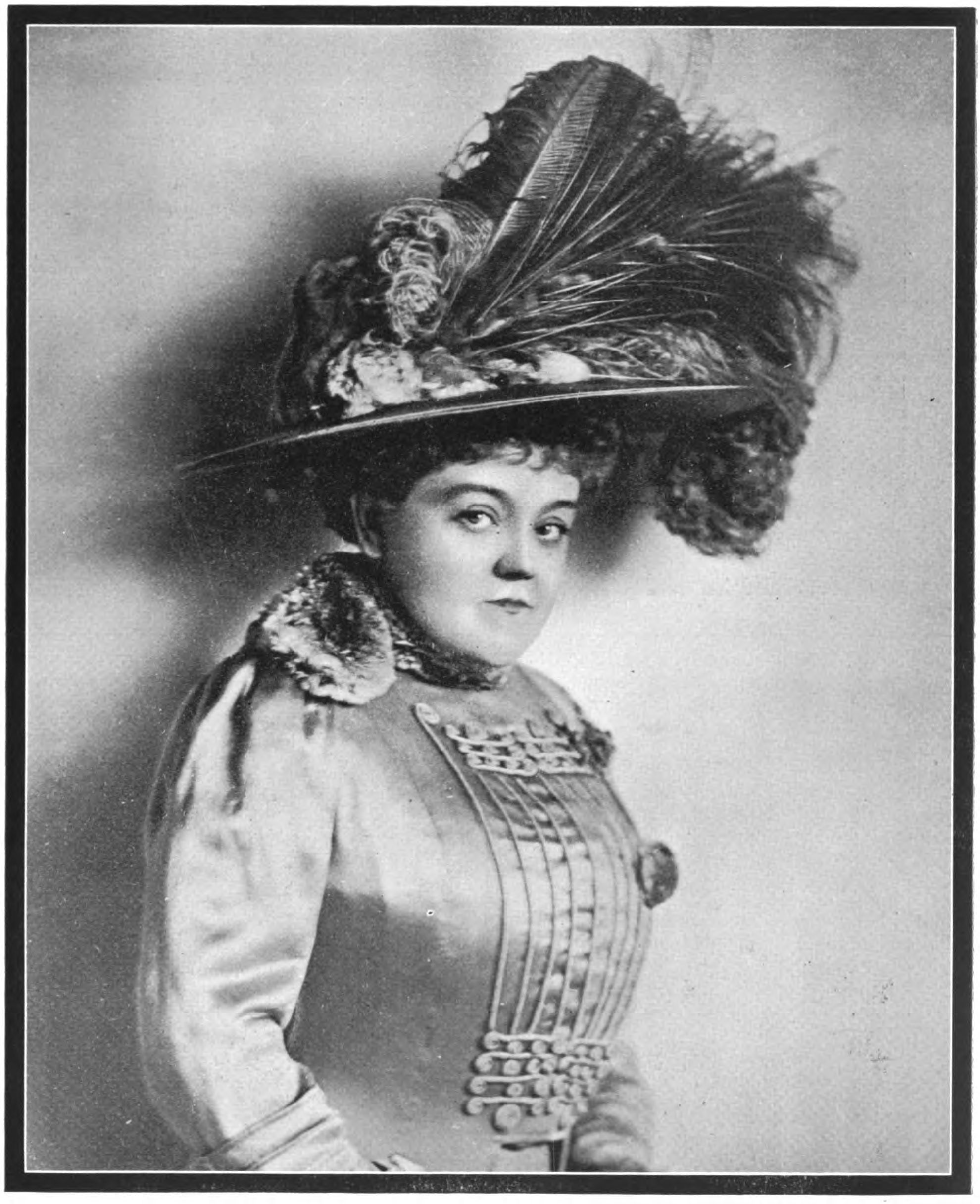
Marie Cahill

| Under the bamboo Bamboo bamboo Under the bamboo tree Two live as one One live as two | Two live as three Under the bam Under the boo Under the bamboo tree |

## Erste Aufnahmen und spätere Coverversionen
Zu den Musikern, die als erste den Song coverten, gehörten 1903 der Xylophonspieler J. Frank Hopkins (Edison Gold Moulded Record 8396), Arthur Collins & Byron G. Harlan (Columbia, 1902), Arthur Collins (als Solist), Mina Hickman (Victor) und das Duo Harry Macdonough & John Bieling (Berliner Gramophone 263). Marie Cahill spielte Under the Bamboo Tree 1917 auf Platte ein (Victor 45125).
Der Diskograf Tom Lord listet im Bereich des Jazz insgesamt 45 (Stand 2015) Coverversionen des Songs, u. a. von Kid Ory's Creole Jazz Band (1945, Gesang von Bud Scott), Ken Colyer, Arne Bue Jensen, Chris Barber, George Lewis/Don Ewell, Eubie Blake sowie eine Reihe von Dixieland-Bands. Judy Garland und Margaret O’Brien sangen ihn in Meet Me in St. Louis (1944).
Der Song ist nicht zu verwechseln mit Under the Yum Yum Tree von Andrew B. Sterling und Harry Von Tilzer.